# 야코프 요르단스
야코프 요르단스(Jacob Jordaens, 1593년 5월 19일∼1678년 10월 18일)는 벨기에(플랑드르)의 화가다.

## 생애
1593년 안트베르펀에서 출생하였다. 루벤스와 같이 판 노르트의 문하생이었으나 후에 루벤스의 아틀리에에 들어가 한 사람의 조수가 되며, 프랑드르 바로크의 회화에서 루벤스·반 다이크에 이어 중요한 위치를 차지한다. <사틸스와 농부> <주신(酒神) 바쿠스 축제> <주현제(主賢祭)> 등의 작품에 보이듯이 그의 주요한 테마는 향연에서 가장 잘 나타나는 민중생활 속에 있는 향락적인 측면이었다. 과장된 표정의 화중의 인물에 충만한 삶의 기쁨은 그의 종교화와 초상화, 또 신화에서 소재를 취한 작품까지 화면에 나타나고 있다.